# Karl-Ziegler-Schule
Die Karl-Ziegler-Schule (kurz KZS, in der Umgangssprache auch Karl-Ziegler früher herablassend "KZ", wobei diese Bezeichnung im Hinblick auf die Opfer der Shoah nicht mehr gebräuchlich ist) ist ein Gymnasium der Stadt Mülheim an der Ruhr. Es erhielt seinen heutigen Namen 1974 nach dem Chemiker und Nobelpreisträger Karl Ziegler, der von 1943 bis 1969 das Max-Planck-Institut für Kohlenforschung in Mülheim an der Ruhr leitete.

## Geschichte der Schule
Die Karl-Ziegler-Schule hat ihre Wurzeln in der Höheren Bürgerschule, die 1852 von Mülheimer Honoratioren ins Leben gerufen wurde. Dieses Datum wird als Gründungsjahr betrachtet und wurde zuletzt 2002 zum 150-jährigen Bestehen entsprechend gefeiert. Der starke Schülerzustrom führte 1911 zur Teilung der Bildungsanstalt. Die Stadt Mülheim blieb Trägerin des Realschulzweiges, während der Staat Preußen die Trägerschaft für den humanistisch orientierten Bildungzweig übernahm. Fortan gab es in Mülheim zwei Oberschulen für Jungen: die „Städtische Oberrealschule“ (die heutige Karl-Ziegler-Schule) sowie das „Königliche Gymnasium mit Realgymnasium“ (die heutige Otto-Pankok-Schule).
1937 wurde die Oberschulzeit auf fünf Jahre verkürzt, so dass nach insgesamt acht Schuljahren die Abiturprüfung erfolgte. Im gleichen Jahr wurde die Schule in Kirdorfschule umbenannt (nach Emil Kirdorf, dem in Mülheim ansässigen Großindustriellen, einem Förderer Adolf Hitlers).
Nach dem Zweiten Weltkrieg wurde die Kirdorfschule zunächst zum „Städtischen Mathematisch-naturwissenschaftlichen Gymnasium“, 1974 erhielt sie dann ihren heutigen Namen „Karl-Ziegler-Schule“. Namenspatron war der Nobelpreisträger Karl Ziegler, der das Kaiser-Wilhelm-Institut (heute: Max-Planck-Institut) für Kohlenforschung im Mülheim von 1943 bis 1969 leitete. Karl Ziegler entwickelte ein spezielles Polymerisationsverfahren für Ethylen und wurde dafür 1963 zusammen mit Giulio Natta mit dem Nobelpreis für Chemie ausgezeichnet.
Mit der Oberstufenreform im Schuljahr 1973/74 wurde auch die Koedukation an der Karl-Ziegler-Schule eingeführt. Von 2010 bis 2013 wurde das Gebäude kernsaniert.
Für das Schuljahr 2023/2024 ist die Schule als Bündelungsgymnasium ausgewiesen.

## Schulprofil
Im Sinne des Namensgebers Karl Ziegler, der nicht nur ein bedeutender Naturwissenschaftler, sondern auch ein großer Kunstliebhaber war, werden die Naturwissenschaften und die musischen Fächer besonders betont. Auf lokaler Ebene gibt es Kooperationen mit der Firma Siemens, dem Theater an der Ruhr, dem Kunstmuseum Mülheim an der Ruhr sowie dem Max-Planck-Institut für Kohlenforschung.

## Bekannte ehemalige Schüler (vor 1911)
- Franz Haniel junior (1842–1916), Unternehmer
- August Bungert (1845–1915), Komponist, Dichter
- Robert Rheinen (1844–1920), Kunstsammler, Heimatforscher
- Hugo Baedeker (1846–1879), Buchhändler
- Wilhelm Kufferath (1853–1936), Cellist
- Hubert Engels (1854–1945), Wasserbauingenieur
- Friedrich Thyssen junior (1854–1916), Bruder des Firmengründers August Thyssen
- Walter Hammerstein (1862–1944), Bankier, Gründer der Broich-Speldorfer Wald- und Gartenstadt AG
- Gerhard Küchen (1861–1932), Kommerzienrat, Enkel von Mathias Stinnes
- Karl Deicke (1863–1943), Amtsrichter, Heimatforscher
- Heinrich Stinnes (1867–1932), Regierungsrat, Kunstsammler
- Karl Schmitz-Scholl senior (1868–1933), Großhandelskaufmann, Gesellschafter der Firma Tengelmann
- Hugo Stinnes (1870–1924), Großindustrieller, Begründer eines Weltkonzerns
- Otto Müller (1870–1944), katholischer Priester, Widerstandskämpfer
- Fritz Thyssen (1873–1951), Industrieller, Sohn von August Thyssen

- Ferdinand Sauerbruch (1875–1951), Arzt, Chirurg
- Jean Baptiste Coupienne junior (1877–1838), Lederfabrikant, Erbauer von Haus Urge
- Karl Haniel (1877–1944), deutscher Unternehmer
- Ernst Oberfohren (1881–1933), Politiker (DNVP), Mitglied des Reichstages, Fraktionsvorsitzender
- Peter Hütgens (1891–1945), Kaufmann, NSDAP-Kreisleiter in Essen, Mitglied des Reichstages

## Bekannte ehemalige Schüler (nach 1911)
- Fritz Buchloh (1909–1998), Fußballspieler (Torwart), Mitglied der deutschen Fußballnationalmannschaft
- Friedrich Engelhardt (1913–1994), Chemiker, Namensgeber der Kölbel-Engelhardt-Synthese
- Edgar Reinhardt (1914–1985), Feldhandballspieler, Goldmedaillengewinner bei den Olympischen Sommerspielen 1936 in Berlin
- Kurt Gies (1921–1943), Tennisspieler, Deutscher Meister (1941)
- Dieter aus dem Siepen (1922–1982), Mülheimer Oberbürgermeister von 1974 bis 1982
- Jürgen Sundermann (1940–2022), Fußballtrainer
- Arnd Wiedemann (* 1962), Professor für Betriebswirtschaftslehre an der Universität Siegen
- Marc Dietschreit (* 1975), Filmregisseur und Autor
- Phil Hill (* 2002), Rennfahrer, deutscher Meister 2017, Vize Nordeuropa Meister 2018

## Weitere Quellen
- Stadtarchiv Mülheim an der Ruhr, Bestand 1203 (Städtische Oberrealschule)
- Stadtarchiv Mülheim an der Ruhr, Bestand 2002 (Städtisches Gymnasium/Karl-Ziegler-Schule)